# Ivan Poljaković
Dr. Ivan Poljaković (Subotica, 9. siječnja 1956.) je hrvatski filolog, apologeta, političar i povjesničar književnosti iz Vojvodine, jedan od utemeljitelja Demokratskog saveza Hrvata u Vojvodini, a od 2012. jedan od članova predsjedništva političke stranke HRAST - pokret za uspješnu Hrvatsku. Profesor je engleskog, njemačkog i španjolskog jezika.

## Školovanje
Rodio se u Subotici. Osnovnu i srednju školu pohađa u rodnom gradu. Pohađao je klasičnu vjersku gimnazije Paulinum. Prve godine studije anglistike i germanistike 1974. – 1977. proveo je na Sveučilištu u Innsbrucku (Austrija); potom studij anglistike nastavlja 1977. – 1979. god. u Cambridgeu (Engleska), a 1979. – 1980. godine studira germanistiku na Sveučilištu u Rostocku (Njemačka); naposljetku diplomira anglistiku i germanistiku u Zagrebu (1980). Po završetku studija radi u osnovnoj školi u Subotici; 1983. upisuje poslijediplomski studij na Sveučilištu u Beogradu, gdje 1986. god. magistrira (mr. sc.) iz njemačke književnosti. Doktorirao je u Aucklandu na Novom Zelandu 2004. Dok je boravio na Novom Zelandu, završio je studij španjolskog jezika pri Sveučilištu u Aucklandu, te studij za vjeroučitelja pri Catholic Institute of Theology. Od 2006. djeluje na Sveučilištu u Zadru.
Glavno područje njegovog znanstvenog interesa je njemačka prognanička književnost.
Suradnik je katoličkih portala Katolik, Raskrižje i drugih.

## Politička i znanstvena karijera
Od 1988. godine radi kao viši predavač na Građevinskom fakultetu u Subotici (Sveučilište u Novom Sadu) i potom pri Visokoj školi za strane jezike.
Nakon kraja jednostranačkog sustava, Poljaković postaje aktivnim članom DSHV-a i njegovim prvim zastupnikom u Skupštini Autonomne pokrajine Vojvodine 1990-ih. Za svojeg mandata se istakao zalaganjem za formiranjem Hrvatskog nacionalnog vijeća, koje bi se brinulo za interese Hrvata u Vojvodini, obuhvaćajući Hrvate svih političkih i vjerskih usmjerenja. Zbog nedostatska potpore iz redova DSHV-a, taj projekt nije bio realiziran.
Nakon isteka skupštinskog mandata, iselio se 1996. god na Novi Zeland, gdje je predavao engleski jezik u uglednom Macleans Collegeu i ujedno nastavio znanstveni studij. Ondje se počeo intenzivnije baviti vjerskim temama s naglaskom na apologetiku, a bio je vrlo aktivnim u Hrvatskoj katoličkoj misiji. 
Nakon što je 2004. godine doktorirao (u području njemačke književnosti) na Sveučilištu u Aucklandu, vraća se 2006. godine u Europu, te se nastanjuje u Zadru. Zapošljava se kao sveučilišni predavač, te je uvelike njegovom zaslugom zaslugom pokrenut Centar za strane jezike Sveučilišta u Zadru, čiji je do danas (2013. god.) i voditelj. Objavljen mu je veći broj radova u domaćim i stranim znanstvenim publikacijama, te je bio predavač na više međunarodnih konferencija
Od 2012. godine je član predsjedništva stranke "Hrast - pokret za uspješnu Hrvatsku", mlade političke stranke kršćanskog usmjerenja. Na osnivačkoj skupštini Podružnice HRAST-a za Zadar 5. ožujka 2013. god. izabran je I. Poljakovića za prvog predsjednika te podružnice
Zbog izjava o tome kako je homoseksualizam bolesti i poremećaj na jednom javnom predavanju u Zadru, rektorat Sveučilištu u Zadru je početkom 2013. godine protiv njega pokrenuo disciplinski postupak, te je Poljaković sukladno tome odlukom rektora Ante Uglešića jedno vrijeme bio suspendiran s radnog mjesta, no nakon određenog vremena je ponovo vraćen na posao profesora njemačkog i španjolskog jezika na Sveučilištu. Peticiju potpore Poljakoviću je potpisalo više od 200 akademika, sveučilišnih profesora i drugih znanstvenik.

## Djela
1. Business, Organizational and Social-economic links of Terminals [prijevod]. Zagreb. HAZU, Znanstveni savjet za pomorstvo, sekcija za luke, 1985. 
2. Likovi u Bremovoj trilogiji, historija i fikcija s težištem na romanu Apis i Este [magistarski rad, 80 strana]. Beograd. Sveučilište u Beogradu, 1988. 
3. Dijalog i njegova funkcija u nastavi stranog jezika. Zbornika radova Građevinskog fakulteta. Broj 9. str. 301 – 308. Subotica. Građevinski fakultet, 1993. 
4. Johannes Weidenheim 80. Südostdeutsche Vierteljahresblätter, 2/1998, (str.113 – 117)München. Südostdeutsches Kulturwerk,1998. 
5. MacTest, ESOL Web Based Testing Programme, Auckland, 2001. [kompjuterizirani online program za testiranje studenata]. 
6. Flucht und Vertreibung in der donauschwäbischen Literatur der Nachkriegszeit unter besonderer Berücksichtigung des Werks von Johannes Weidenheim [Bijeg i progon u poratnoj književnosti Podunavskih Švaba s posebnim osvrtom na djelo Johannesa Weidenheima - doktorski rad, 260 strana], Auckland. Sveučilište u Aucklandu, 2004. 
7. JEO 101 Engleski jezik struke I [skripta], Engleski jezik struke za društveni i humanistički smjer. Zadar. Sveučilište u Zadru, 2006. 
8. JEO 102 Engleski jezik struke II [skripta], Engleski jezik struke za društveni i humanistički smjer. Zadar. Sveučilište u Zadru, 2006. 
9. JED 203 Engleski jezik struke III [skripta], Engleski jezik struke za društveni smjer. Zadar. Sveučilište u Zadru, 2007. 
10. JED 204 Engleski jezik struke IV [skripta], Engleski jezik struke za društveni smjer. Zadar. Sveučilište u Zadru, 2007. 
11. JED 305 Engleski jezik struke V [skripta], Engleski jezik struke za društveni smjer. Zadar. Sveučilište u Zadru, 2008. 
12. JED 306 Engleski jezik struke VI [skripta], Engleski jezik struke za društveni smjer. Zadar. Sveučilište u Zadru, 2008. 
13.  Istina – Uvod u apologetiku Zagreb 2008. (knjiga)
14. Multilingualism and Its Implications. // Lingvistika javne komunikacije: translatološki, terminološki, međukulturni, i problemi jezika struke. / M. Omazić, V. Karabalić, M. Brdar,(ur.). Zagreb – Osijek. Hrvatsko društvo za primijenjenu lingvistiku, 2009. 
15. A New Approach to Teaching Foreign Languages in Universities. // Jezična politika i jezična stvarnost. / J. Granić (ur.). Zagreb: Hrvatsko društvo za primijenjenu lingvistiku 2009. 
16. Schatten der Vergangenheit. Flucht und Vertreibung in der donauschwäbischen Literatur der Nachkriegszeit. / Sjene prošlosti. Bijeg i progon u poslijeratnoj književnosti podunavskih Švaba. [536 str.]. Zagreb: Novum, 2009. (knjiga)
16. Attitudes toward ESP among university students. // Fluminensia: časopis za filološka istraživanja. Rijeka. Vol. 22 (2010) No. 2, 145-161. 
17. Challenges and Aspirations of University Language Centres with Particular Reference to Croatia. // Apples - Journal of Applied Language Studies. University of Jyväskylä, Finland. Volume 5, Issue 1, 2011. 18. Discourse Analysis in an ESP Classroom. // Discourse and Dialogue Studies between Theory, Research Method, and Application. / V. Karabalić, M. A. Varga, L. Pon (ur.). Bern: Peter Lang Verlag 2011, 251-262.